# Église des Sacrés-Cœurs de Rennes
Pour les articles homonymes, voir église des Sacrés-Cœurs et église du Sacré-Cœur.
L’église des Sacrés-Cœurs de Rennes est une église catholique située à Rennes, en France,.
Fait rare, elle est placée sous le double vocable du Sacré-Cœur de Jésus et du Sacré-Cœur de Marie.

## Localisation
L'église se trouve dans le sud de Rennes, quartier Villeneuve. Avec son presbytère et l’école maternelle et primaire Saint-Joseph, elle occupe un bloc délimité par les rues Ginguené (au nord), Palissy (à l’est), Berthelot (au sud), et Villeneuve (à l’ouest).

## Description

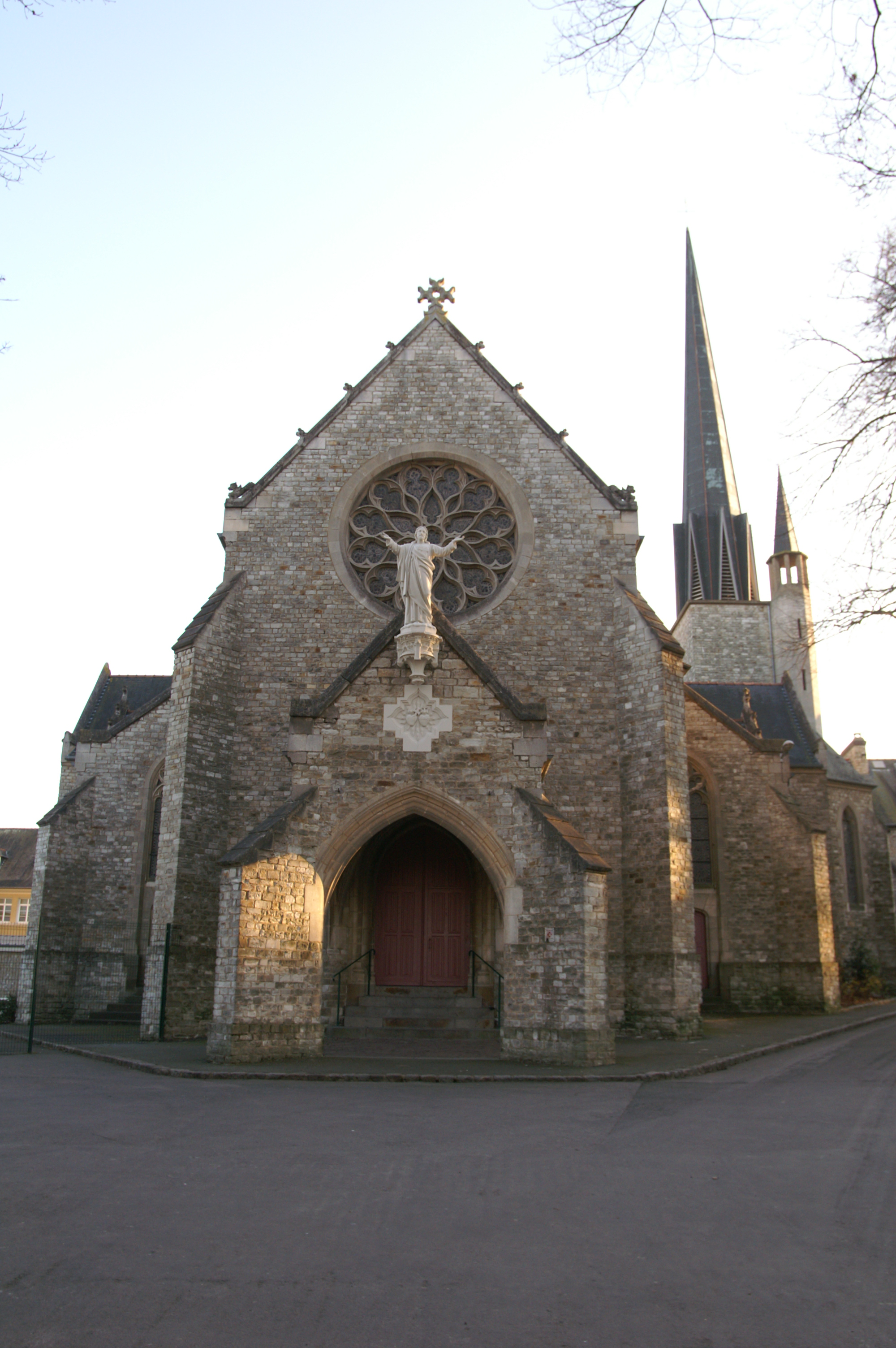
L'entrée principale et la façade nord.
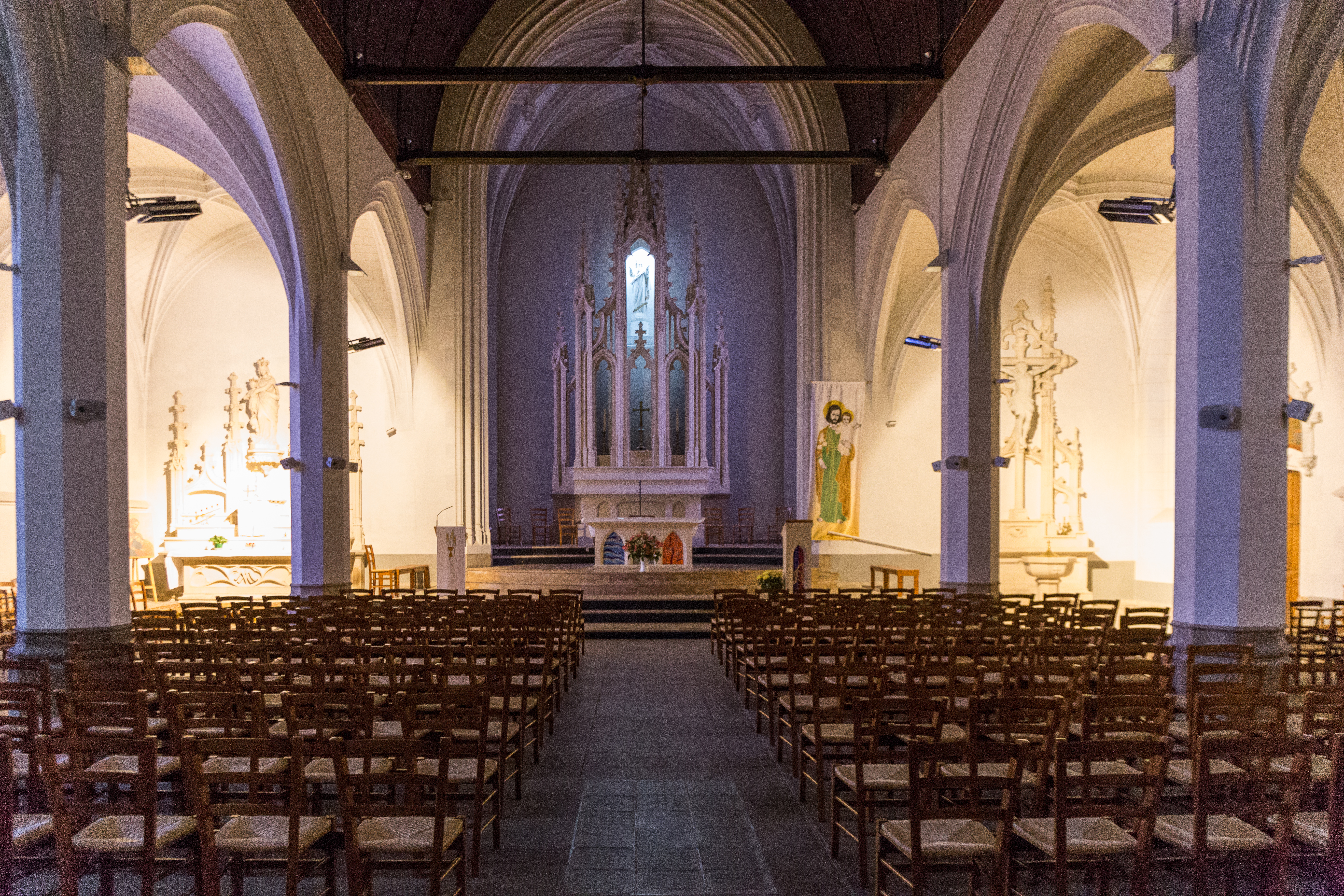
Vue de l'intérieur
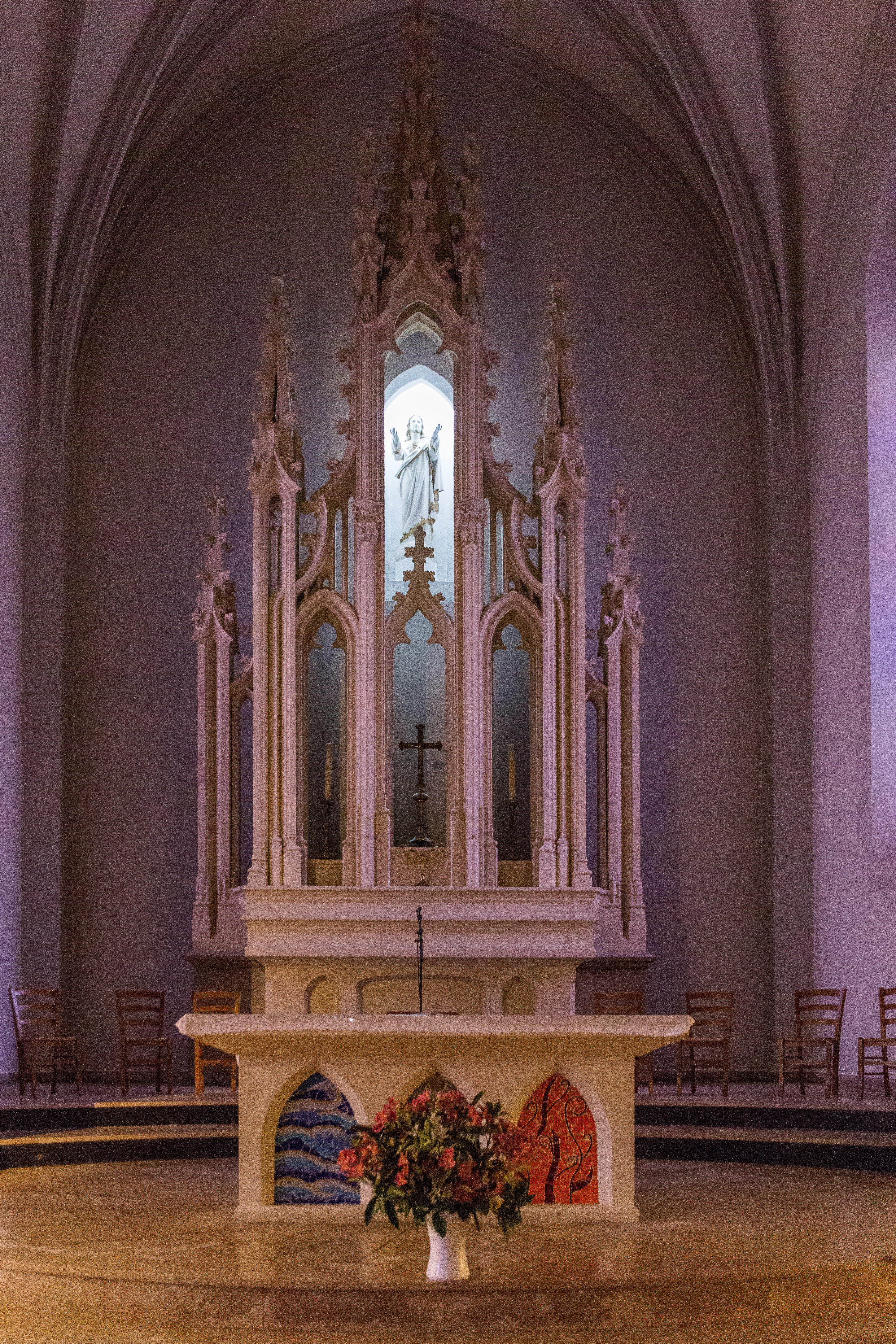
L'autel et le chœur.

## Historique

### Contexte
À l’époque de sa construction, l’église se trouvait en pleine campagne. Cependant, le quartier au sud de la gare de Rennes s’urbanise rapidement. La paroisse Toussaints compte 5000 âmes.
D’autre part, le monde moderne évolue comme l’atteste le mouvement de laïcisation à travers notamment la loi de séparation des Églises et de l'État, adoptée en 1905 ou la querelle des inventaires de 1906.

### Construction

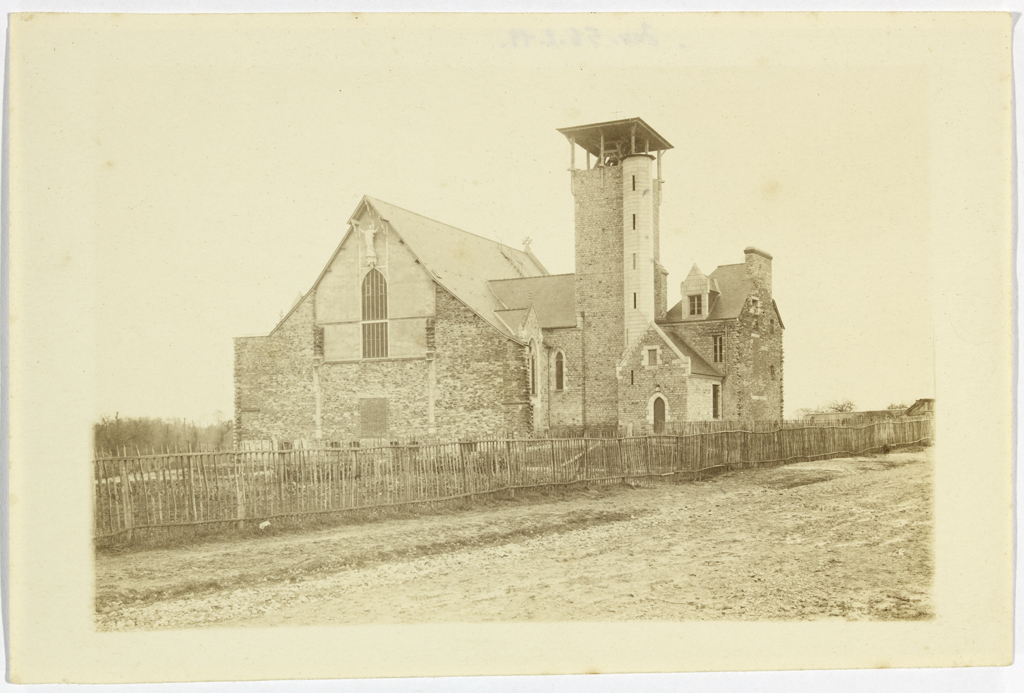
Photographie ancienne

L’église a été construite par Arthur Regnault de 1908 à 1913. La construction du clocher s’est terminée en 1960 selon les plans des architectes Derrouch et Rual.
Vers 1925 est confiée à l'atelier d'Emmanuel Rault, maître verrier à Rennes, la réalisation du vitrail de Saint Joachim de l'autel de Notre-Dame de Lourdes. Puis en 1937 et 1938, l'atelier rennais reçoit de nouvelles commandes. Ainsi vont sortir de l'atelier Rault, les vitraux de Saint Yves, du Sacré-Cœur, de Notre-Dame des Victoires, de Sainte Germaine, de Sainte Bernadette, de Saint Raphaël et de Saint Georges.
Le bombardement allié du 8 Mars 1943 endommage gravement ces vitraux.
De nouveaux vitraux sont réalisés et mis en place en 1950, par Gabriel Loire, maître verrier de Chartres. 
En 2011, l'église bénéficie d’une souscription de 23 661 € par la Fondation du patrimoine.
Récemment, l’association diocésaine de Rennes a vendu l'ancien enclos paroissial. En lieu et place se dresse depuis 2020 une résidence contemporaine dénommée " Cœur-Villeneuve ". Afin de respecter l'harmonie des lieux, l'ensemble immobilier est parée de schiste rouge. Un rappel, à l'image des murs de l'ancien presbytère.